# Cuthbert Taylor
Cuthbert Taylor (ur. 11 grudnia 1909 w Merthyr Tydfil, zm. 15 listopada 1977 tamże) – brytyjski bokser wagi muszej, olimpijczyk.
Reprezentował Wielką Brytanię w boksie na Letnich Igrzyskach Olimpijskich 1928, które odbyły się w Amsterdamie, zajmując 5. miejsce.